# Geopost
Pour les articles homonymes, voir DPD.
Geopost (anciennement DPDgroup) est une société de portefeuille internationale qui regroupe diverses entreprises de transport et livraison de colis, dont Chronopost, Seur (es), DPD et BRT.
Créée par le groupe français La Poste en 1999, son siège est à Issy-les-Moulineaux, en France.
Présent dans la plupart des pays d'Europe, Geopost s'est également développé en Asie, en Afrique du Sud, au Brésil, en Inde et dans plusieurs autres pays, soit en propre, soit en partenariat.
Selon Geopost, les entreprises du groupe livrent 7,5 millions de colis par jour dans le monde et 1,9 milliard en 2020 et ont réalisé un chiffre d'affaires de 15,69 milliards d'euros en 2023.

## Historique

### Genèse
Dans les années 1980, le groupe La Poste développe des activités de transport express, avec la création de Chronopost en 1985.
En 1999, le groupe La Poste crée sa branche Geopost pour abriter les activités de transport express et de livraison de colis, dont Chronopost. Dans les années 2000, Geopost procède à un ensemble de rachats d’opérateurs de transport sur des marchés européens.
En 2001, Geopost acquiert 83,32 % des parts de DPD, entreprise ayant le deuxième réseau de livraison de colis en Allemagne, créée en 1977 à Aschaffenbourg en Allemagne (DPD pour Deutscher Paketdienst : « Service allemand des colis » jusqu'en janvier 2008, puis pour Dynamic Parcel Distribution). La même année, Geopost rachète l’entreprise britannique Parceline.
Geopost acquiert ensuite successivement : 
- 2003 : partenariat avec Yurtiçi Kargo, première société de transport de marchandises turque ;
- en 2004, 40 % de Seur Internacional, premier opérateur privé espagnol ;
- en 2006, Exapaq, fédération de 19 transporteurs régionaux créée en 1995 spécialisée dans le B to B[5] (devenue depuis DPD France)[6] ;
- en 2009, Pickup Services, entreprise spécialisée dans la gestion des relais ;
- en 2011, 75 % de DPD Laser en Afrique du Sud et 35 % de Lenton à Hong Kong ;
- en 2013, achat de 40 % de DTDC, 2e réseau de livraison de colis en Inde ;
- en 2014, le numéro un du marché polonais, Siodemka, qui complète l’offre de DPD Pologne, qui devient ainsi leader du marché polonais. En Espagne, Geopost monte ses parts de SEUR à 68 %. Geopost prend le contrôle du prestataire logistique britannique wnDirect.

Au Japon, Geopost a conclu une alliance avec Japan Post, lui permettant d'intégrer le capital du Groupe Lenton à ses côtés.

### Création de DPDgroup
En 2015, Geopost regroupe ses marques DPD, Chronopost et Seur sous une marque ombrelle commune : DPDgroup.
Par la même occasion, Exapaq est devenue DPD France et le logo de Chronopost France est modifié pour afficher son lien avec DPDgroup.
En 2016, DPDgroup développe ses participations au sein du réseau DPD, dont la prise de contrôle à 100 % en Allemagne est réalisée, et acquiert 60 % de JadLog (entreprise brésilienne).
En 2017, DPDgroup développe sa participation au sein du réseau Seur à 87 %, finalise l’acquisition de Stuart (entreprise française) et prend 37,5 % de BRT (entreprise italienne).
En 2018, la participation dans le réseau Seur est portée à 94 % et DPDgroup prend une participation minoritaire dans Ninja Van, spécialiste du « dernier kilomètre » en Asie du Sud-Est.
En 2019, DPDgroup devient actionnaire majoritaire de BRT en montant à 85 % du capital, prend une participation majoritaire dans Lenton, le prestataire de services transfrontaliers basé en Asie et conclut un accord avec Geis Parcel, entreprise de logistique en République tchèque et en Slovaquie.
En 2020, DPDgroup augmente sa participation auprès de la société brésilienne Jadlog, pour atteindre 98 % du capital.
En octobre 2021, DPDgroup annonce l'acquisition d'une participation de 20,15 % dans Aramex, une entreprise basée à Dubaï pour 280 millions de dollars.

### Geopost
En 2023, l'entreprise abandonne sa marque ombrelle et reprend pour nom commercial Geopost.

## Activités
Geopost est un acteur du marché de la distribution de colis légers (moins de 31,5 kg), généralement désigné comme le marché du « CEP » (Courier, Express and Parcel ; on parle aussi de messagerie, de livraison de colis et de transport express). Ce marché du transport se différencie de la course (qui ne nécessite pas de centre de tri) et du fret (qui nécessite plusieurs personnes ou du matériel pour manipuler les colis). 

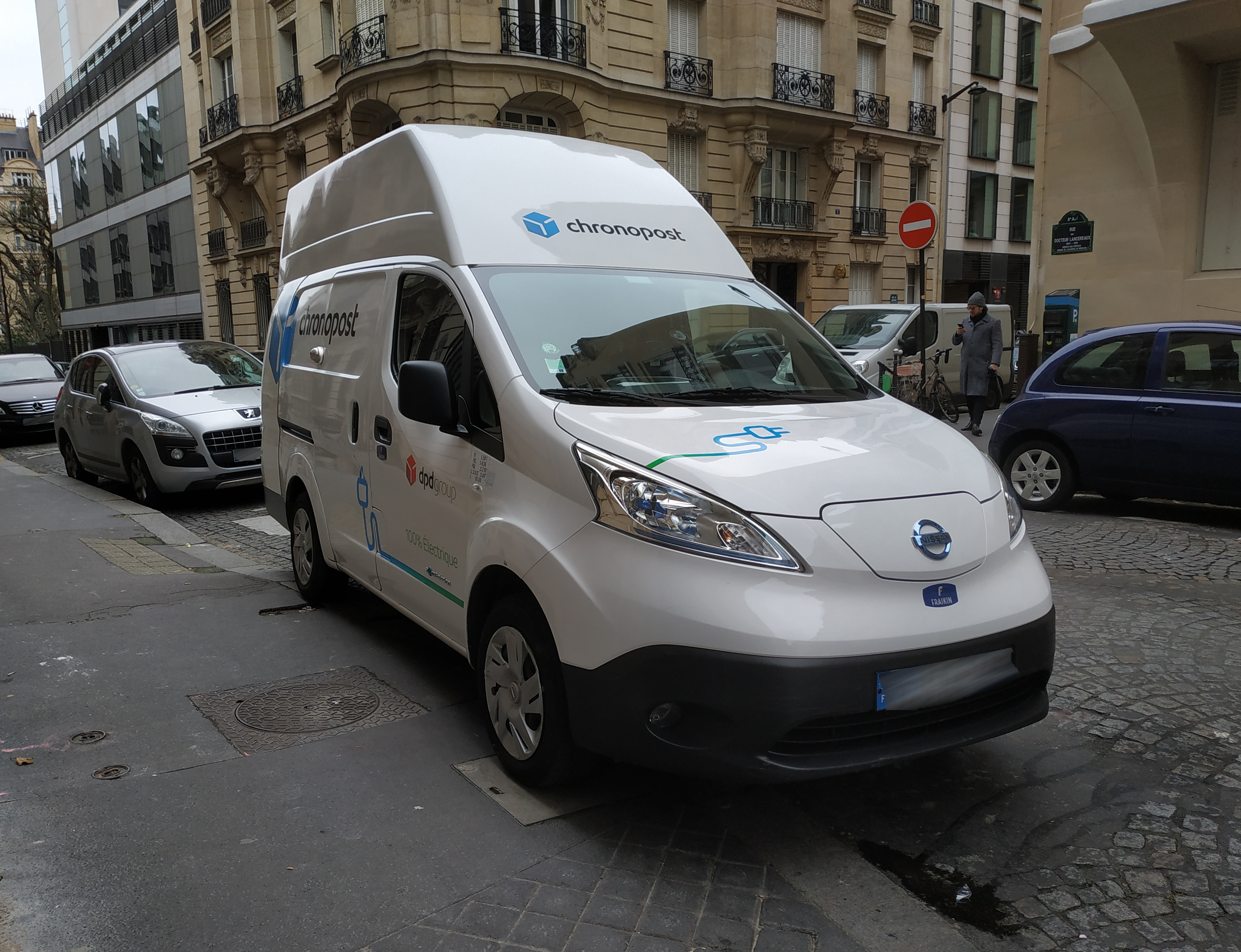
Véhicule Chronopost.

Geopost est principalement présent en Europe, dans 24 pays :
- via la marque DPD (Autriche, Irlande, Royaume-Uni, France, Belgique, Luxembourg, Pays-Bas, Allemagne, Suisse, République tchèque, Slovénie, Croatie, Pologne, Slovaquie, Hongrie, Estonie, Lettonie, Lituanie, Roumanie, Portugal et Biélorussie) ;
- via la marque Chronopost (France) ;
- via la marque SEUR (Espagne)[16] ;
- via la marque BRT (Italie) ;
- ou via des prises de participation (notamment Speedy en Bulgarie) ou des partenariats commerciaux dans d’autres pays d’Europe (notamment avec Nova Poshta en Ukraine et PostNord dans les pays nordiques[17]).

Hors Europe, Geopost est également présent :
- au Kazakhstan et en Russie (sous la marque DPD) ;
- au Brésil (98 % dans l’entreprise Jadlog) ;
- en Inde (43 % dans DTDC) ;
- en Turquie (25 % dans Yurtiçi Kargo) ;
- en Asie du Sud-Est (36,6 % dans Ninja Van[9]) et en Chine (65 % dans Lenton[11]) ;
- en Afrique francophone (Maroc, Burkina Faso et Île Maurice) ;
- en Égypte (20 % dans Bosta[18]) ;
- et en Afrique du Sud (avec DPD Laser).

## Organisation
De juin 2020 à décembre 2021, l’entreprise est présidée par Boris Winkelmann, président-directeur général, qui est également directeur général adjoint du Groupe La Poste. Ce dernier décède pendant sa présidence. Yves Delmas, jusque là vice-président du groupe, prend la place de président par intérim.

### Filiales
En France, Geopost est présent à travers plusieurs sociétés : DPD France, Chronopost, Pickup Services et Stuart.

## Chiffres-clé

### Données financières
- Chiffre d’affaires : 11 milliards d’euros (2020, +42 % par rapport à 2019)[2].
- Résultat d’exploitation : 800 millions d’euros (2020)[2].

### Chiffres liés aux activités
- International : 83 % du chiffre d’affaires réalisé hors de France (2020)[2].
- BtoC : 55 % des volumes (2020)[2].
- BtoB : 45 % des volumes (2020)[2].
- Nombre de colis livrés dans le monde : 1,9 milliard (2020)[2].
- Pic de colis 2020 : 13,9 millions de colis traités dans le monde le 30 novembre[2].
- Effectif : 48 000 salariés (en équivalent temps plein), dont 41 000 à l’international (en 2020)[2].

## Stratégie

### Stratégie
La stratégie de Geopost consiste à se développer sur plusieurs activités. Le groupe est présent à l’international, via des opérations de croissance externe, prises de participations ou partenariats commerciaux.
Il se développe aussi dans le secteur BtoC, pour profiter de la croissance du commerce en ligne qui tire vers le haut les besoins de livraison de colis : livraison interactive (service Predict), livraison le samedi (Allemagne), et le dimanche au Royaume-Uni, en Espagne et en France, livraison sur rendez-vous, livraison en relais et consignes grâce aux 58 000 points Pickup dans le monde, ou encore expérimentation de la livraison par drone,. Pour cela, Geopost a notamment mis en place le hub de Eindhoven aux Pays-Bas, grand centre de tri d’Europe, mis en service en avril 2019.
Geopost est présent sur de nouveaux segments de marché comme le commerce alimentaire en ligne (par exemple, le service Chronofresh de Chronopost ou Seur Frio en Espagne) ou encore la livraison le jour même (Espagne, Portugal, France, Royaume-Uni, Hongrie, Pologne, Estonie, Lituanie, Lettonie, Belgique et Luxembourg), ou dans les deux heures (Allemagne, Espagne). Geopost s’est aussi lancé sur le marché des courses urgentes avec l’acquisition à 100 % de Stuart en 2017, entreprise française qui a développé une plateforme technologique de livraison du dernier kilomètre à destination des commerçants et e-commerçants souhaitant livrer leurs clients finaux plus rapidement et précisément. Enfin, Geopost a commencé à prendre des positions sur le marché de la livraison sous température dirigée, dans Biocair en 2012, BioLogistic (spécialiste de la livraison express pour les laboratoires) en 2016, l’acquisition à 100 % des sociétés du Groupe ALP (Delifresh, Freshlog et 360 Degrés Services) en 2017 via Chronopost France, et enfin l'acquisition en 2019 de Tipsa en Espagne, spécialisé dans le transport urgent de colis.

### Impact carbone
En ce qui concerne les livraisons en ville, Geopost a mis en place des initiatives de logistique urbaine. Depuis octobre 2019, les livraisons de Chronopost à Paris sont à faibles émissions grâce à des véhicules au GNV ou électriques, dont des vélos cargos, et aux dépôts urbains. À l’automne 2018, DPD UK s'implique également dans les faibles émissions, en ouvrant un dépôt urbain 100% électrique à Londres, et en déployant 700 véhicules électriques au Royaume-Uni,. Des livraisons en véhicules alternatifs sont également effectuées à Dublin, Hambourg, Madrid, Tallinn et Varsovie.

## Communication

### Identité visuelle (logo)

Logo de DPD de 1977 à 2015.
Logo de DPDgroup de 2015 à 2023.
Logo de Geopost depuis 2023.

### Logos des marques de Geopost

Logo de DPD depuis 2015.
Logo de Chronopost France depuis 2015.
Logo de Pickup.
Logo de Seur.
Logo de BRT.

## Controverses
En février 2018, la filiale britannique de la société se trouve impliquée dans une polémique : un livreur franchisé diabétique de 53 ans est décédé après s’être effondré au volant de sa camionnette lors d’une tournée. Les médias britanniques rapportent qu'il a manqué plusieurs rendez-vous médicaux au cours des semaines précédentes, faisant l'hypothèse qu'il ne voulait pas manquer ses livraisons, après avoir dû payer une amende de 150 livres sterling à son employeur pour avoir été absent à cause d'un rendez-vous médical une fois précédente, les livreurs indépendants en Grande-Bretagne étant rémunérés à la tournée.